# هوراس لامب
هوراس لامب (بالإنجليزية: Horace Lamb)‏ (و. 1849 – 1934 م) هو رياضياتي، وفيزيائي، وأستاذ جامعي من المملكة المتحدة . ولد في ستوكبورت .
وكان عضواً في الجمعية الملكية .
توفي في كامبريدج ، عن عمر يناهز 85 عاماً.

## التعليم
تعلم في كلية الثالوث، كامبريدج

## مناصب وهيئات
أدار جامعة مانشستر.

## جوائز
حصل على جوائز منها:
- وسام كوبلي (1923)
- زمالة الجمعية الملكية
- قلادة ملكية.

## روابط خارجية
- هوراس لامب على موقع الموسوعة البريطانية (الإنجليزية)